# Tilletia anthoxanthi
Tilletia anthoxanthi är en svampart som beskrevs av A. Blytt 1896. Tilletia anthoxanthi ingår i släktet Tilletia och familjen Tilletiaceae.   Inga underarter finns listade i Catalogue of Life.